# Vertiga
Vertiga ili Vertika (mađ. Sósvertike) je selo na krajnjem jugu Republike Mađarske.
Zauzima površinu od 6,60 km četvornih.

## Zemljopisni položaj
Nalazi se na 45° 50' sjeverne zemljopisne širine i 17° 52' istočne zemljopisne dužine, u Baranji, 3 km od rijeke Drave i granice s Republikom Hrvatskom. Noskovci u RH su udaljeni 5 km jugozapadno.
Starin je 1,5 km jugozapadno, Ivanidba je 2 km zapadno-sjeverozapadno, sjedište mikroregije Šeljin je 2,5 km sjeverno, Ostrovo je 5 km sjeveroistočno, Lúzsok je 5 km istočno, Kemša je 3 km, a Zalat 2 km jugoistočno.

## Upravna organizacija
Upravno pripada Šeljinskoj mikroregiji u Baranjskoj županiji. Poštanski broj je 7960. 

## Povijest
Naselje iz doba Arpadovića. Dokumenti ju spominju još 1322. pod imenom Wertegey.

## Stanovništvo
Vertiga (Vertika) ima 218 stanovnika (2001.). Mađari su većina. U selu ima 1,8% Roma, koji u selu imaju manjinsku samoupravu. U selu je još i 3,2% Hrvata. Preko trećine stanovnika su rimokatolici, blizu 10% čine kalvinisti, a skoro pola sela se nije izjasnilo o vjerskoj pripadnosti.

## Vanjske poveznice
- (mađ.) Vertiga na blogu
- Vertiga na fallingrain.com